# George Nevinson
George Wilfred Nevinson (Wigan, 3 de outubro de 1882 - 13 de março de 1963) foi um jogador de polo aquático britânico, campeão olímpico.
George Nevinson fez parte do elenco campeão olímpico de Londres 1908.